# 基什霍多什
基什霍多什，是匈牙利索博尔奇-索特马尔-贝拉格州所辖的一个村。总面积8.92平方公里，总人口99，人口密度11.1人/平方公里（2011年1月1日）。